# سانتا كروز دي موديلا (سيوداد ريال)
بلدية سانتا كروز دي موديلا (بالإسبانية: Santa Cruz de Mudela)‏، هي إحدى بلديات مقاطعة سيوداد ريال إحدى مقاطعات إسبانيا، والتي تقع في منطقة قشتالة لا منتشا وسط إسبانيا.
يبلغ عدد سكانها 4.740 نسمة وفقاً لإحصائية سنة (2007).